# Konstanty Świdziński
Konstanty Świdziński herbu Półkozic (ur. 1793 w Sulgostowie k. Świdna w ówczesnym powiecie opoczyńskim, zm. 1855 w Kijowie) – polski kolekcjoner dzieł sztuki, bibliofil, mecenas i donator ośrodków polskiej kultury narodowej. Syn kasztelana radomskiego Kajetana Świdzińskiego i Felicjanny z Hadziewiczów.

## Życiorys
Pierwsze nauki Konstanty pobierał w domu i w warszawskiej rezydencji siostry dziadka, Marianny ze Świdzińskich Lanckorońskiej. Ukończywszy Liceum Warszawskie pod kierunkiem ówczesnego rektora Samuela Lindego, u którego mieszkał na stancji, osiadł na dobrach rodzinnych obejmując nad nimi zarząd po śmierci ojca w 1812. Wiele jednak podróżował wzbogacając przy tym zbiory bibliograficznych rzadkości i dzieł sztuki, a także zajmując się badaniami naukowymi. Od początku lat 30. XIX wieku brał udział także w życiu publicznym, dwukrotnie będąc wybieranym marszałkiem sejmiku opoczyńskiego, i zasiadając w Sejmie jako poseł ziemi opoczyńskiej.
W 1831 przebywał w Krakowie a w 1833 lub 1834 wygrał proces o spadek po matce – dobra w Chodorkowszczyźnie na Ukrainie. Przez pewien czas tam mieszkał, ale wkrótce je sprzedał, a uzyskane w ten sposób pieniądze przeznaczył na dalsze zakupy i ratowanie zabytków. Mieszkał w tym czasie wciąż na Ukrainie (pomimo iż właścicielem jego ulubionej Chodorkowszczyzny był już kto inny), zazwyczaj u swego przyjaciela Edwarda Rulikowskiego w dobrach Paszkówka. Spoczywa w grobowcu rodzinnym w Klwowie na ziemi czerskiej.
Pod koniec życia Świdzińskiego jego zbiory obejmowały 21 912 dzieł w 25 317 tomach, 1031 rękopisów, 12 492 rycin, 3000 monet i 246 eksponatów archeologicznych. Dla porównania, Ossolineum posiadało wówczas 19 511 dzieł, 708 rękopisów, 1445 rycin i 133 mapy. Świdziński zbiory swe przechowywał w Rogalinie u Raczyńskich, w Krakowie u Popielów oraz we własnych majątkach Chodorkowie i Sulgostowie i u przyjaciela w Paszkówce.
W testamencie z roku 1855 zapisał swoje zbiory Ordynacji Pińczowskiej Myszkowskich, z przeznaczeniem publicznego do nich dostępu w Warszawie, przeznaczając na ich utrzymanie i pomnażanie dochody z klucza sulgostowskiego (4200 ha). Margrabia myszkowski Aleksander hrabia Wielopolski krótko po śmierci Świdzińskiego przeniósł jednak w 1858 jego muzeum do Chrobrza i zaczął ogłaszać roczniki "Bibljoteka ordynacji Myszkowskiej, zapis Konstantego Świdzińskiego", z których tom I ukazał się w Krakowie w 1859, a tom drugi rok później tamże. Ponieważ jednak wkrótce się okazało, że zbiory te nie pełnią swej roli zgodnie z wolą ich ofiarodawcy, Wielopolski zwrócił je Świdzińskim (Ludwikowi i Tytusowi, braciom przyrodnim Konstantego, którzy po wieloletnich procesach o obalenie testamentu odzyskali Sulgostów), a ci – już na innych warunkach – przekazali je do Ordynacji Krasińskich, dzięki czemu zbiory ofiarodawcy zostały udostępnione zgodnie z jego wolą szerokiej publiczności w Warszawie, m.in. w Bibliotece Ordynacji Krasińskich. W październiku 1944, po kapitulacji Powstania Warszawskiego zostały spalone przez Niemców wraz z gmachem i zbiorami Biblioteki.

## Świdzińscy h. Półkozic – przodkowie Konstantego
- Wawrzynic Świdziński zm. 1725
  - Stanisław Świdziński zm. 1761
    - Michał Świdziński zm. 1788
      - Kajetan Świdziński x Felicjanna Hadziewicz
        - Konstanty Świdziński  zm. 1855